# Marina Yaguello
Marina Yaguello (* 19. Mai 1944 in Paris) ist eine französische Linguistin, Anglistin und Romanistin.

## Leben und Werk
Marina Yaguello hatte russische Eltern, ging in Paris zur Schule (Lycée La Fontaine und Janson-de-Sailly), studierte Anglistik und machte Agrégation. Sie unterrichtete Englisch in St Cloud (1966), war Assistentin an der Sorbonne (1967–1970), von 1970 bis 1983 Maître-Assistant an der Universität Paris VII Denis Diderot, von 1983 bis 1986 Maître de conférences in Dakar und von 1986 bis 1991 wieder in Paris. Von 1991 bis 1994 war sie Professorin an der Universität London, von 1994 bis zu ihrer Emeritierung an der Universität Paris VII. Sie habilitierte sich 1984 bei Georges Kassai kumulativ mit der Thèse Sur les marges du langage. Les femmes, les enfants, les poètes et les fous.
Marina Yaguello hat über ihr Fachgebiet hinaus mit zahlreichen vulgarisierenden Werken in die rege innerfranzösische Sprachdiskussion aufklärerisch und antipuristisch eingegriffen.

## Weitere Werke
- (Übersetzung aus dem Russischen) Mikhail Bakhtine, Le Marxisme et la philosophie du langage. Essai d’application de la méthode sociologique en linguistique. Vorwort von Roman Jakobson, Paris 1977
- Les Mots et les Femmes. Essai d’approche socio-linguistique de la condition féminine, Paris 1978
- Alice au pays du langage. Pour comprendre la linguistique, Paris 1981 (englisch : Language through the looking glass. Exploring language and linguistics, adapted from the original French by Trevor A. Le V. Harris and the author, New York 1998)
- (Hrsg. zusammen mit Mireille Cifali) Théodore Flournoy, Des Indes à la planète Mars, Paris 1983
- Les Fous du langage. Les langues imaginaires et leurs inventeurs, Paris 1984 (cf 2006)
- Catalogue des idées reçues sur la langue, Paris 1988
- Le Sexe des mots, Paris 1989, 1995
- Histoire de Lettres. Des lettres et des sons, Paris 1990
- En écoutant parler la langue, Paris 1991
- Grammaire exploratoire de l’anglais. Grammaire exploratoire de l’anglais. Exercices de syntaxe commentés, Paris 1991
- (zusammen mit Jean-Léopold Diouf) J’apprends le wolof. Damay jang wolof, Paris 1991
- (zusammen mit Nestor Salas) T'ar ta gueule à la récré !, Paris 1991
- La Planète des langues, Paris 1993
- (Hrsg.) Subjecthood and subjectivity. The status of the subject in linguistic theory. Proceedings of the Colloquium The status of the subject in linguistic theory, London, 19-20 March 1993, Montrouge/London 1994
- Petits Faits de langue, Paris 1998
- (Hrsg. zusammen mit Cyril Veken und Catherine Bernard) La langue maternelle, in: Cahiers Charles 5. 27, 1999
- (Hrsg.) Le Grand livre de la langue française, Paris 2003
- Les Langues imaginaires. Mythes, utopies, fantasmes, chimères et fictions linguistiques, Paris 2006 (cf 1984)